# ブルーライン (航空会社)

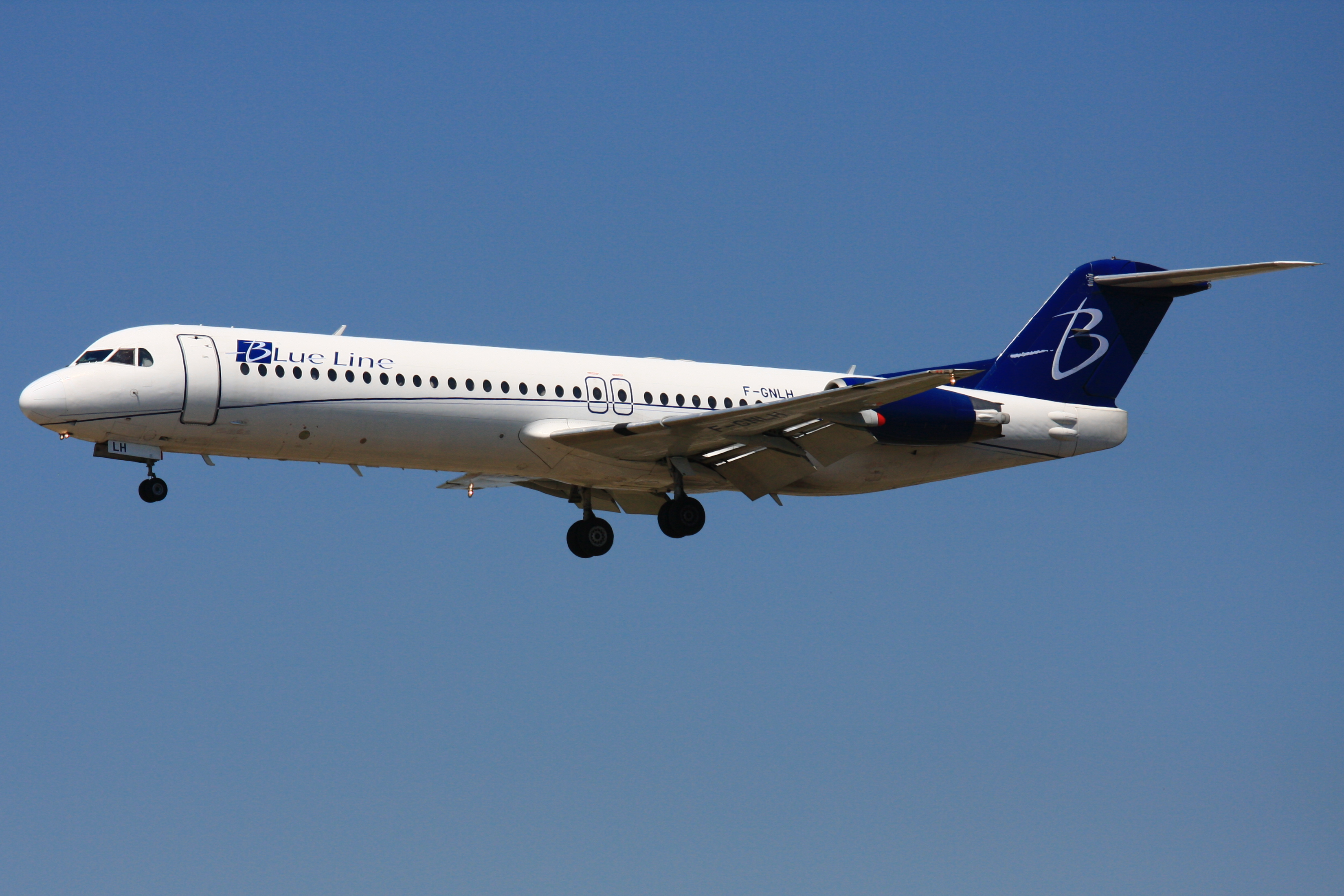
Blue Line フォッカー 100

ブルーライン(Blue Line)は、かつてフランスのシャルル・ド・ゴール国際空港を拠点としたチャーター便専門の航空会社。2010年、運航停止した。
3機のMD-83、2機のフォッカー100を保有していた。